# بيتر كوفي
بيتر كوفي (بالإنجليزية: Peter Coffey)‏ هو كاهن كاثوليكي وفيلسوف أيرلندي، ولد في 9 أبريل 1876، وتوفي في 7 يناير 1943 في Maynooth ‏ في جمهورية أيرلندا.